# Crique (hydrologie)
Pour les articles homonymes, voir Crique.
Cet article court présente un sujet plus développé dans : Baie (géographie).

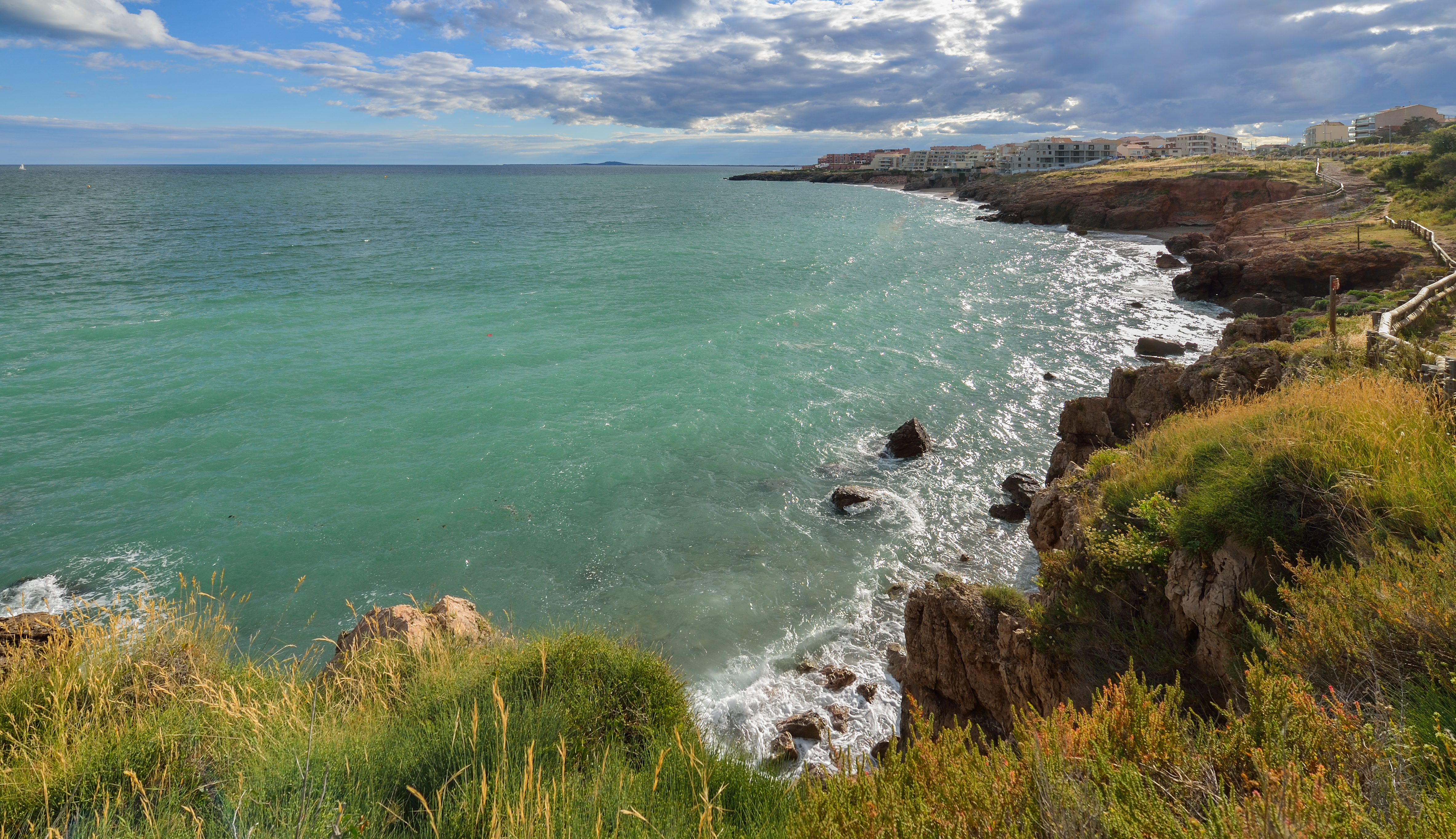
Crique de l'Anau près de Sète, en France.

Une crique est une petite baie enserrée dans les rochers et pouvant donc servir d'abri pour les bateaux. C'est un synonyme de la calanque provençale. Le mot vient de l'ancien scandinave kriki, « coin, baie », resté dans les langues scandinaves modernes (islandais, norvégien, suédois, danois) et que l'on retrouve dans l'anglais creek.